# 韦帕图尔
韦帕图尔（Veppathur），是印度泰米尔纳德邦坦贾武尔县的一个城镇。总人口7414（2001年）。

## 人口
该地2001年总人口7414人，其中男性3697人，女性3717人；0—6岁人口800人，其中男422人，女378人；识字率65.65%，其中男性为74.55%，女性为56.79%。